# Scarpe italiane
(Henning Mankell)
Scarpe italiane (Italienska skor) è un romanzo di Henning Mankell del 2006. Contrariamente alla maggioranza dei romanzi di Mankell, è un'opera intimistica e riflessiva e non è un romanzo giallo.

## Trama
Fredrik Welin vive, solitario, su di un'isoletta nell'arcipelago svedese. Non ha contatti umani regolari salvo che con il postino che non stima.
Un giorno, durante un freddo inverno, una donna, abbandonata in gioventù, gli si presenta gravemente ammalata. Iniziano così una serie di eventi che lo costringeranno a cambiare drasticamente il corso della vita e a confrontarsi con il suo passato.
Nella storia appaiono più volte riflessi dell'Italia, sia per la figura dell'artigiano solitario che produce a mano due o tre paia di scarpe all'anno, sia per la figura di Caravaggio, più volte richiamata.